# Hemiscorpius
Hemiscorpius je rod štírů čeledi Hemiscorpiidae. Štíři jsou většinou v přírodě hojní. Hemiscorpius lepturus je jediný nebezpečný štír mimo čeleď Buthidae. Jeho jed není neurotoxický, ale cytotoxický. Bodnutí je podobné účinkům jedu pavouků rodu Loxoscelus. O jedovatosti ostatních druhů není nic známo.

## Druhy
- Hemiscorpius acanthocercus Monod & Lourenço, 2005*
- Hemiscorpius arabicus (Pocock, 1899)
- Hemiscorpius enischnochela Monod & Lourenço, 2005*
- Hemiscorpius gaillardi (Vachon, 1974)*
- Hemiscorpius lepturus Peters, 1861
- Hemiscorpius maindroni (Kraepelin, 1900)
- Hemiscorpius persicus Birula, 1903
- Hemiscorpius socotranus Pocock, 1899
- Hemiscorpius tellinii Borelli, 1904